# Lawhill
Le Lawhill est un voilier marchand anglais gréé comme quatre-mâts barque sans voiles cacatois (comme la France II), à coque acier, qui a été construit dans le chantier naval Caledon Shipbuilding & Engineering Company de W. B. Thompson & Co à Dundee en Écosse pour la société de transport de jute de l'armateur Charles Barrie.

## Histoire
Le Lawhill tire son nom d'une célèbre colline de Dundee.

Dès les années 1890, une demande de développement pour la vente de kérosène en
Extrême-Orient se fait sentir et en 1899 il est vendu à la société Anglo American Oil Company pour assurer ce transport. Le Lawhill fera neuf voyages pour transporter ce carburant et d'autres marchandises. Mais le développement du stokage réduira la demande de transport et il sera revendu à la G. Windram & Co. de Liverpool en 1911.

En 1914, il est vendu à August Troberg. Il passe sous pavillon finfandais et devient le plus grand voilier de Finlande. Malgré les dangers de la Première Guerre mondiale il continue à naviguer. 

En mai 1917, il échappe à un U-boot et arrive à Brest avec une cargaison de blé provenant d'Australie. Les autorités françaises refusent de le laisser repartir à cause du danger des sous-marins allemands et l'utilise dans le port comme silo.

Alors que le Lawhill est racheté par un autre armateur finlandais, Gustaf Erikson, le gouvernement français réquisitionne le bateau en juin 1918 car la Finlande est devenue alliée de l'Allemagne. Des travaux commence pour le transformer en navire à moteurs.

En 1919, après de vives protestations de l'armateur finlandais, le Lawhill rejoint 
son port d'attache et reprend ses transports de céréale avec l'Argentine et l'Australie sous son nouveau commandant Karl Reuben de Cloux, puis de bois de construction. La peinture de sa coque changeait de blanche à noire-blanche, la coque immergée restait rouge.

Le 1er octobre 1932 le Lawhill percute le vapeur polonais SS Niemen dans le détroit de Cattégat entre Danemark et Suède. Le SS Niemen coule, mais le capitaine du Lawhill n'est pas rendu responsable de cette collision.

Après vingt ans de service régulier comme transporteur de grain, le Lawhill est saisi par l'Afrique du Sud en août 1941, la Finlande ayant pris parti pour l'Allemagne. Le navire est utilisé par le gouvernement sud-africain pour le fret durant l'effort de guerre. Puis il est revendu à une société sud-africaine qui s'en sert pour le transport.

En mauvais état, il est revendu à une société du Mozambique qui ne pourra subvenir à sa réparation. Il est resté à quai de Lourenço Marques pendant de nombreuses années avant de partir à la ferraille en 1957 ou 1959.